# Prueba química

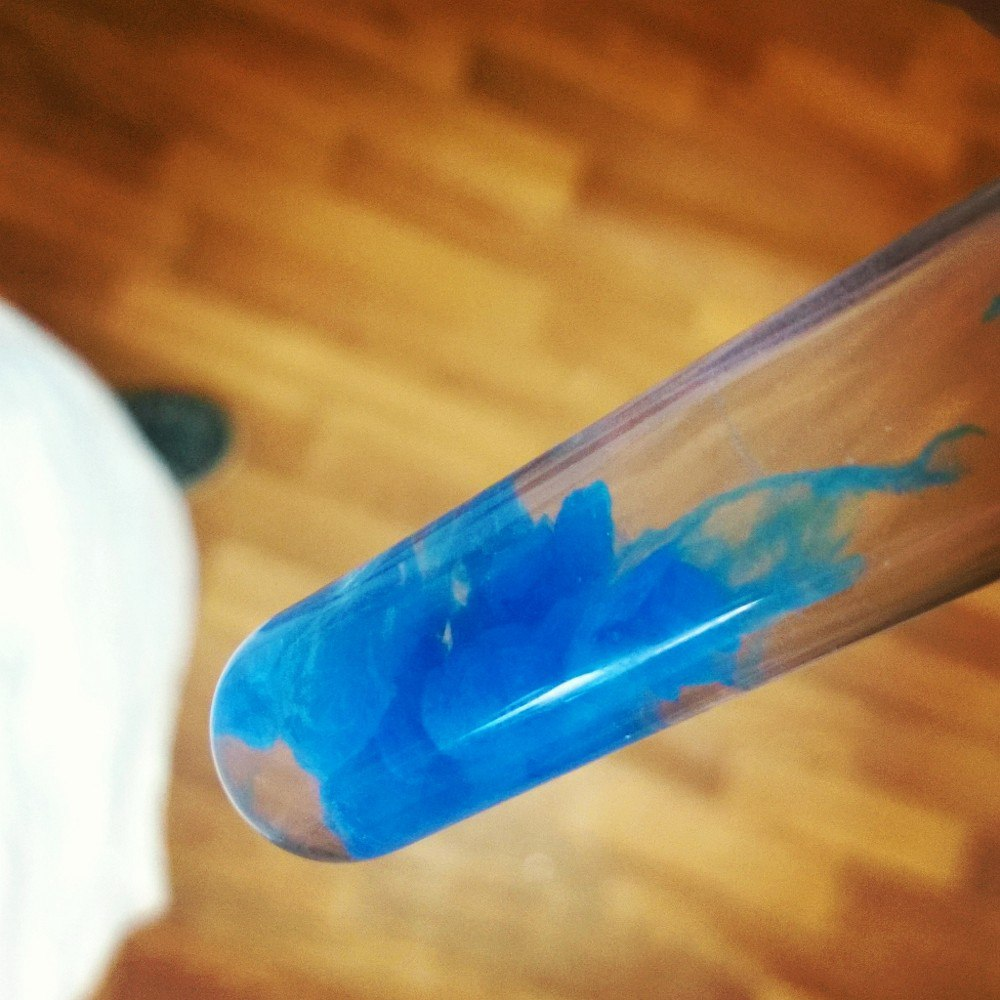
Prueba química de contenido de proteínas.

En química, una prueba química es un procedimiento cualitativo o cuantitativo diseñado para identificar, cuantificar o caracterizar un compuesto químico o grupo químico.

## Propósitos
Las pruebas químicas pueden tener una variedad de propósitos, como:
- Determinar si, o verificar, se cumplen los requisitos de una especificación, regulación o contrato
- Decidir si un nuevo programa de desarrollo de productos va por buen camino: Demuestra una prueba de concepto
- Demostrar la utilidad de una patente propuesta
- Determinar las interacciones de una muestra con otras sustancias conocidas
- Determinar la composición de una muestra
- Proporcionar datos estándar para otras funciones científicas, médicas y de garantía de calidad
- Validar la idoneidad para el uso final
- Proporcionar una base para la comunicación técnica
- Proporcionar un medio técnico de comparación de varias opciones
- Proporcionar evidencia en procedimientos legales

## Ensayos bioquímicos
- Clinistrips prueba cuantitativamente el azúcar en la orina
- La prueba de Kastle-Meyer analiza la presencia de sangre
- La prueba de salicilato es una categoría de prueba de drogas que se enfoca en detectar salicilatos como el ácido acetilsalicílico para fines médicos o bioquímicos.
- La prueba de Phadebas analiza la presencia de saliva con fines forenses
- Pruebas de solución de yodo para almidón
- Las pruebas de determinación de Van Slyke para aminoácidos específicos
- La prueba de Zimmermann para cetoesteroides
- Prueba de Seliwanoff para diferenciar entre azúcares aldosa y cetosa
- Prueba de lípidos: agregue etanol a la muestra, luego agite; agregue agua a la solución y agite nuevamente. Si hay grasa, el producto se vuelve blanco lechoso.
- Prueba de Sakaguchi para detectar la presencia de arginina en proteínas
- Reacción de Hopkins Cole para la presencia de triptófano en proteínas
- Reacción de nitroprusiato para la presencia de grupos tiol libres de cisteína en proteínas
- Reacción de Sullivan por la presencia de cisteína y cistina en proteínas
- Reacción de Acree-Rosenheim para la presencia de triptófano en proteínas
- Reacción de Pauly por presencia de tirosina o histidina en proteínas
- Prueba de Heller para detectar la presencia de albúmina en la orina
- Prueba de Gmelin para detectar la presencia de pigmentos biliares en la orina.
- Prueba de Hay para detectar la presencia de pigmentos biliares en la orina.

### Azúcares reductores
- Ensayos de prueba de Barfoed para reducirpolisacáridos o disacáridos
- Pruebas de reactivos de Benedict para reducir azúcares o aldehídos
- Pruebas de solución de Fehling para reducir azúcares o aldehídos, similar al reactivo de Benedict
- Prueba de Molisch para carbohidratos
- Prueba de Nylander para azúcares reductores
- Prueba rápida de furfural para distinguir entre glucosa y fructosa

### Proteínas y polipéptidos
- El ensayo de ácido bicinconínico analiza las proteínas.
- Pruebas de reactivo de Biuret para proteínas y polipéptidos
- El ensayo de proteínas de Bradford mide la proteína cuantitativamente
- La prueba de amilasa de Phadebas determina la actividad de la alfa-amilasa

## Pruebas orgánicas
- Las pruebas de reacción de carbilamina para aminas primarias
- La prueba de Griess analiza los compuestos orgánicos de nitrito
- La reacción de yodoformo prueba la presencia de metil cetonas o compuestos que pueden oxidarse a metil cetonas.
- La prueba de Schiff detecta aldehídos
- Pruebas de reactivo de Tollens (Espejo de plata) para aldehídos
- Las pruebas de determinación de Zeisel para detectar la presencia de ésteres o éteres
- El reactivo de Lucas se utiliza para determinar principalmente entre alcoholes primarios, secundarios y terciarios.
- La prueba de bromo se usa para probar la presencia de insaturación y fenoles.

## Ensayos inorgánicos
- Ensayos de cloruro de bario para sulfatos
- La prueba de Beilstein analiza cualitativamente los haluros
- Pruebas de prueba de perlas de bórax para ciertos metales
- El método del halógeno de Carius mide los haluros cuantitativamente.[1]
- Prueba química para pruebas de cianuro para detectar la presencia de cianuro, CN-
- Pruebas de sulfato de cobre para detectar la presencia de agua.
- Prueba de la llama de ensayo para metales
- La prueba de Gilman prueba la presencia de un reactivo de Grignard
- El método Kjeldahl determina cuantitativamente la presencia de nitrógeno
- Pruebas de reactivos de Nessler para detectar la presencia de amoníaco
- Pruebas de ninhidrina para amoníaco o aminas primarias
- Prueba de fosfato para fosfato
- La prueba de fusión de sodio prueba la presencia de nitrógeno, azufre y haluros en una muestra
- Las pruebas de determinación de Zerewitinoff para cualquier hidrógeno ácido
- La prueba de Oddy para ácido, aldehídos y sulfuros
- La prueba de Gunzberg prueba la presencia de ácido clorhídrico
- La prueba de Kelling prueba la presencia de ácido láctico